# (34910) 4052 P-L
4052 P-L (asteroide 34910) é um asteroide da cintura principal. Possui uma excentricidade de 0.10485790 e uma inclinação de 8.02341º.
Este asteroide foi descoberto no dia 24 de setembro de 1960 por Cornelis Johannes van Houten e Ingrid van Houten-Groeneveld e Tom Gehrels em Palomar.